# Gromača
Gromača je dubrovačko prigradsko naselje u Dubrovačko-neretvanskoj županiji.

## Zemljopisni položaj
Nalazi se u zaleđu općine Dubrovačko primorje, na kraju lokalne ceste koja od Orašca vodi prema sjeveru. Od Dubrovnika je Gromača udaljena oko 20 km sjeverozapadno.

## Povijest
Tijekom Domovinskog rata Gromača je bila okupirana pripadnicima JNA i teritorijalne obrane Crne Gore te raznih dragovoljačkih četničkih postrojbi. Neprijateljska vojska je popalila i opljačkala sve objekte u naselju.

## Gospodarstvo
Gromača je gospodarski razvijeno prigradsko naselje. Stanovništvo se prije uglavnom bavilo poljodjelstvom i stočarstvom, ali vremenom je to gotovo nestalo. Rijetke obitelji se trenutno time bave. 
U tijeku je gradnja autoceste A1 koja od Zagreba preko Splita i Ploča vodi do Dubrovnika, a koja će dijelom prolazit i u blizini Gromače pa se očekuje da će ovo i okolna naselja doživjeti gospodarski procvat.

## Stanovništvo
Prema popisu stanovnika iz 2011. godine Gromača ima 146 stanovnika hrvatske nacionalnosti i katoličke vjeroispovjesti.
| broj stanovnika | 225   | 248   | 260   | 282   | 303   | 290   | 301   | 290   | 291   | 297   | 242   | 209   | 178   | 167   | 144   | 146   | 149   |
|                 | 1857. | 1869. | 1880. | 1890. | 1900. | 1910. | 1921. | 1931. | 1948. | 1953. | 1961. | 1971. | 1981. | 1991. | 2001. | 2011. | 2021. |

## Zanimljivosti
U neposrednoj blizini Grmače nalazi se vrijedan speleološki lokalitet Gromačka špilja.